# Leefbaar Maessluys
Leefbaar Maessluys is een lokale politieke partij in de gemeente Maassluis die tijdens de gemeenteraadsverkiezingen van 16 maart 2022 voor het eerst deelnam en 3 zetels wist te behalen. De partij kan gezien worden als onderdeel van de bredere groep leefbaarpartijen.

## Geschiedenis

### Ontstaan
Leefbaar Maessluys werd opgericht in oktober 2021 door Gary Bouwer en Jurre van de Merwe. De partij werd naar eigen zeggen opgericht om de grijze, ingeslapen en oppositie-loze politiek in Maassluis wakker te schudden. Ze wilden dat het debat meer zuurstof zou krijgen en een betere vertegenwoordiging bieden voor jongeren. Bij de gemeenteraadsverkiezingen van 16 maart 2022 behaalde de partij direct 3 zetels, waarmee ze als grote winnaar uit de bus kwamen. De partij geniet populariteit binnen de Maassluise horecasector en had diverse (voormalig) horecaondernemers op de kieslijst staan.
Bouwer was al eerder politiek actief in Maassluis als steunraadslid voor Forum voor Maassluis (FvM), maar stapte daar in december 2020 op vanwege de associatie met FVD en omdat FvM niet bereid was de partijnaam te veranderen.
Van de Merwe was lijsttrekker van de partij bij de gemeenteraadsverkiezingen van 2022 en fractievoorzitter tot april 2023 toen Bouwer het fractievoorzitterschap overnam. Van de Merwe werd voorzitter van het partijbestuur. 

## Gemeenteraadsverkiezingen 2022
In de aanloop naar de verkiezingen deed Leefbaar Maessluys mee aan diverse publieke optredens, waaronder 'Rijnmond Kiest' van RTV Rijnmond in samenwerking met de Westlandse omroep en het WOS Lijsttrekkersdebat. Daarnaast was kandidaat Fleur Mostert te gast in twee afleveringen van het programma HLF8 op SBS6. 
Bij de voorlopige uitslag op 16 maart leek Leefbaar Maessluys op weg naar vier zetels, waarbij de vierde zetel een restzetel zou zijn. Na herhaalde hertelling bleek dat Leefbaar Maessluys twee stemmen tekort kwam om aanspraak te maken op die zetel.

## Standpunten
Leefbaar Maessluys is een sociaal-conservatieve en 'Fortuynistische' partij, met fundamentele kritiek op de gevestigde politieke orde. 

## Verkiezingsresultaten
| Verkiezingsjaar | Lijsttrekker       | Stemmen (×) | Stemmen (%) | Zetels | Coalitie/oppositie |
| --------------- | ------------------ | ----------- | ----------- | ------ | ------------------ |
| 2022            | Jurre van de Merwe | 1.859       | 14.37%      | 3      | Oppositie          |

## Volksvertegenwoordiging
| Zetels (×) | Naam               | Stemen (×) |
| ---------- | ------------------ | ---------- |
| 3          | Jurre van de Merwe | 775        |
| 3          | Arnoud van Buren   | 144        |
| 3          | Gary Bouwer        | 126        |